# Апостольский нунций на Мальте
Апостольский нунций в Республике Мальта — дипломатический представитель Святого Престола на Мальте. Данный дипломатический пост занимает церковно-дипломатический представитель Ватикана в ранге посла. На Мальте апостольский нунций является дуайеном дипломатического корпуса, так как Мальта — католическая страна и одна из пяти европейских стран, где католицизм объявлен государственной религией. Апостольская нунциатура на Мальте была учреждена на постоянной основе 15 декабря 1965 года. Её резиденция находится в Валлетте.
В настоящее время Апостольским нунцием на Мальте является архиепископ Савио Хон Тай-Фай, назначенный Папой Франциском 24 октября 2022 года.

## История
Апостольская нунциатура на Мальте была учреждена 15 декабря 1965 года, бреве Studio christianae папы римского Павла VI, вскоре после провозглашения независимости Мальты от Великобритании 15 сентября 1965 года. Мальта — католическая страна и одна из пяти европейских стран, где католицизм объявлен государственной религией, соответственно Апостольский нунций на Мальте является дуайеном дипломатического корпуса, с момента вручения верительных грамот главе государства. С 18 марта 1995 года Апостольский нунций на Мальте, по совместительству, исполняет функции апостольского нунция в Ливии.

## Апостольские нунции на Мальте
- Мартин Джон О’Коннор- — (15 декабря 1965 — май 1969, в отставке);
- Джузеппе Мойоли — (14 ноября 1969 — 1971, в отставке);
- Эдоардо Пекорайо — (28 декабря 1971 — 1974, в отставке);
- Антонио дель Джудиче — (18 декабря 1974 — 22 декабря 1978 — назначен апостольским про-нунцием в Ираке и Кувейте;
- Пьер Луиджи Челата — (12 декабря 1985 — 6 февраля 1995 — назначен апостольским нунцием в Турции);
- Хосе Себастьян Лабоа Гальего — (18 марта 1995 — 13 июня 1998, в отставке);
- Луиджи Гатти — (13 июня 1998 — 28 июня 2001 — назначен апостольским про-нунцием в Ливане);
- Луиджи Конти — (8 августа 2001 — 5 июня 2003, в отставке);
- Феликс дель Бланко Прието — (5 июня 2003 — 28 июля 2007 — назначен великим элемозинарием);
- Томмазо Капуто — (3 сентября 2007 — 10 ноября 2012 — назначен прелатом Помпеи);
- Альдо Кавалли — (16 февраля 2013 — 21 марта 2015 — назначен апостольским нунцием в Нидерландах);
- Марио Роберто Кассари — (22 мая 2015 — 27 апреля 2017, в отставке);
- Алессандро Д’Эррико — (27 апреля 2017 — 30 апреля 2022, в отставке).
- Савио Хон Тай-Фай — (24 октября 2022 — по настоящее время).